# Lacanobia wlatinum
Lacanobia wlatinum är en fjärilsart som beskrevs av Achille Guenée. Lacanobia wlatinum ingår i släktet Lacanobia och familjen nattflyn. Inga underarter finns listade i Catalogue of Life.